# Carl Gustaf Holmgren
Carl Gustaf Holmgren, född 18 juli 1835 i Abilds socken, Halland, död 26 mars 1926 i By församling, Dalarna, var en svensk konstnär och ritmästare.
Carl Gustaf Holmgren var gift med Hedvig Sommar och far till konstnären Erik Ragnar Holmgren. Holmgren studerade konst för G.H. Brusewitz i Göteborg 1857–1860 och därefter ett år vid danska konstakademien i Köpenhamn och slutligen för Johan Christoffer Boklund och Nils Andersson vid Konstakademien i Stockholm 1861–1866 samt under studieresor till München och Dresden. Han var därefter verksam som teckningslärare vid Halmstads läroverk 1867–1874 och från 1874 vid Katedralskolan i Uppsala samt ritmästare vid Uppsala universitet 1877–1909. Hans konst består av genrescener, porträtt, figurstudier och landskapsmålningar. Bland hans offentliga arbeten märks en altartavla för Enångers kyrka i Hälsingland. Han blev mest känd för sina porträtt och hans produktion omfattar över 300 stycken varav de flesta finns i olika samlingar i Uppsala. Holmgren är representerad vid Hallands museum, Östgöta nation i Uppsala, Uplands nation i Uppsala, Östgöta nation i Uppsala, Gotlands nation i Uppsala, Västmanland-Dala nation i Uppsala och Uppsala läkarförening.